# VANTAs
Rețelele de nanotuburi de carbon aliniate vertical (VANTA) reprezintă o microstructură unică, formată din nanotuburi de carbon orientate cu axa longitudinală perpendiculară pe suprafața unui substrat. Aceste VANTAs păstrează în mod eficient și adesea accentuează proprietățile anizotrope unice ale nanotuburilor de carbon individuale și posedă o morfologie care poate fi controlată cu precizie. Prin urmare, VANTA-urile sunt utile pe scară largă într-o serie de aplicații actuale și potențiale ale dispozitivelor.

## Sinteză
Există o mână de tehnologii experimentale disponibile pentru alinierea unui singur CNT sau a unei rețele de CNT-uri de-a lungul unei orientări predeterminate. Tehnicile se bazează pe mecanisme diferite și, prin urmare, sunt aplicabile în situații diferite. Aceste tehnici sunt clasificate în două grupe, în funcție de momentul în care se realizează alinierea: (a) tehnici in-situ, în care alinierea se realizează în timpul procesului de creștere a CNT și (b) tehnici ex-situ, în care CNT-urile sunt inițial crescute în orientări aleatorii, iar alinierea se realizează ulterior, de exemplu în timpul procesului de integrare a dispozitivului.

### Depunerea chimică termică în stare de vapori

#### Mecanism de creștere
Depunerea chimică termică în stare de vapori este o tehnică obișnuită de creștere a rețelelor aliniate de CNT-uri. În cadrul procesului CVD, un gaz carbonat fierbinte se descompune, *câștigând carbonul care difuzează în interiorul sau în jurul particulelor de catalizator* și apoi nuclează un perete lateral de nanotuburi grafitice la o față cristalografică a catalizatorului. Diametrul catalizatorului controlează în mod direct diametrul nanotuburilor care se dezvoltă. Există două modele principale de creștere pentru creșterea CVD a VANTA-urilor: "modelul de creștere la vârf" și "modelul de creștere la bază". În cazul modelului "tip-growth", hidrocarbura se descompune pe suprafața superioară a metalului, carbonul difuzează în jos prin metal, iar CNT precipită pe fundul metalului, împingând întreaga particulă de metal de pe substrat, și continuă să crească până când metalul este complet acoperit cu exces de carbon și activitatea sa catalitică încetează. În cazul modelului de creștere la bază, descompunerea inițială a hidrocarburilor și difuzia carbonului au loc în mod similar cu cea din cazul creșterii prin vârf, dar precipitațiile de CNT ies din vârful particulei metalice și formează o cupolă emisferică, care se extinde apoi în sus sub forma unui cilindru grafitice fără sudură. Descompunerea ulterioară a hidrocarburilor are loc pe suprafața periferică inferioară a metalului, iar carbonul dizolvat difuzează în sus. Cele mai multe procese CVD termice cresc nanotuburile prin metoda de creștere la rădăcină sau la bază. Morfologia atât a CNT-urilor individuale, cât și a rețelelor de CNT-uri este dictată de diverși parametri de creștere CVD, care pot fi reglați pentru a obține rețele de CNT-uri aliniate vertical cu structuri diferite.

#### Catalizator
Catalizatorul permite piroliza carbonului și creșterea ulterioară a VANTA. Catalizatorii sunt, de obicei, metale care au o solubilitate ridicată a carbonului la temperaturi ridicate și care prezintă o viteză mare de difuzie a carbonului, cum ar fi fierul (Fe), cobaltul (Co) și nichelul (Ni). Alte metale de tranziție, cum ar fi cuprul (Cu), aurul (Au), argintul (Ag), platina (Pt) și paladiul (Pd), sunt, de asemenea, considerate a cataliza creșterea CNT din diferite hidrocarburi, dar au o solubilitate mai mică a carbonului și, în consecință, rate de creștere mai mici. Organometalocenii solizi, cum ar fi ferocenul, cobaltocenul, nichelocenul, sunt, de asemenea, catalizatori comuni. S-a constatat că temperatura și timpul etapelor de pretratare termică și de reducere a catalizatorului sunt variabile cruciale pentru o distribuție optimizată a nanoparticulelor cu diametre medii diferite, în funcție de grosimea inițială a filmului. Pentru creșterea CNT prin CVD, se aplică un strat subțire de catalizator pulverizat (de exemplu, 1 nm de Fe). În timpul încălzirii, pelicula se desumectează, creând insule de fier care apoi nuclează nanotuburile. Deoarece fierul este mobil, insulele pot fuziona dacă sunt lăsate prea mult timp la temperatura de creștere înainte de a iniția creșterea nanotuburilor. Recoacerea la temperatura de creștere reduce densitatea locurilor #/mm2 și crește diametrul nanotuburilor. Pe măsură ce nanotuburile cresc din insulele de catalizator, efectele de aglomerare și forțele van der Waals între alte CNT-uri nu le lasă posibilitatea de a crește în altă direcție decât cea verticală față de substrat.
Înălțimea CNT-urilor aliniate vertical variază, de asemenea, în funcție de distanța dintre particulele de catalizator. Rapoartele au indicat că, în cazul rețelelor de fascicule de CNT aliniate vertical, CNT-urile cresc mai mult atunci când există alte CNT-uri care cresc în apropierea lor, ceea ce este indicat de CNT-uri mai lungi crescute pe particule de catalizator mai mari sau atunci când particulele de catalizator sunt distanțate foarte aproape una de cealaltă. Choi et al. au raportat o bună morfologie și o distribuție densă a VANTA-urilor crescute din nanopulberi de Ni și fluide magnetice amestecate în alcool polivinilic, acoperite prin centrifugare pe Si și alumină. Xiong et al. au demonstrat că oxidul de magneziu monocristalin (MgO) este un substrat capabil să crească VANTA-uri cu o lungime de până la 2,2 mm atunci când este catalizat cu un catalizator de Fe. S-a demonstrat, de asemenea, că aplicarea unui monostrat de Mo cu un catalizator de Co a suprimat lărgirea distribuției diametrului SWNT în VANTA-ul crescut, în timp ce atât compoziția, cât și cantitatea de Co și Mo au afectat activitatea catalitică.

#### Suport
Materialul substratului, morfologia suprafeței sale și proprietățile texturale afectează în mare măsură randamentul VANTA rezultat. Câteva exemple de substraturi utilizate în mod obișnuit în CVD sunt cuarțul, siliciul, carbura de siliciu, silicea, alumina, zeolitul, CaCO3 și oxidul de magneziu. Cele mai multe substraturi sunt acoperite cu un strat de bază format din 10-20 nm de alumină înainte de depunerea catalizatorului. Aceasta regularizează deshidratarea catalizatorului în insule de dimensiuni previzibile și constituie o barieră de difuzie între substrat și catalizatorul metalic. Li et al. au produs VANTA constând în nanotuburi de carbon în formă de Y prin piroliza metanului peste catalizator de oxid de magneziu acoperit cu cobalt pe șabloane de alumină cu nanocanale ramificate. Qu et al. au utilizat o fibră de carbon pe bază de smoală ca suport pentru creșterea VANTA folosind o sursă de carbon FePc. Rețeaua rezultată se propagă radial pe suprafața fibrei de carbon.
Zhong, et al. au demonstrat creșterea directă a VANTA-urilor pe acoperiri metalice de titan (Ti) cu un catalizator Fe/Ti/Fe pulverizat pe plachete de SiO2/Si. Alvarez et al. raportează capacitatea de a filma o soluție de alumoxan ca suport de catalizator pentru creșterea VANTA prin CVD. După ce un catalizator convențional de Fe a fost evaporat pe suportul acoperit prin centrifugare, randamentul de creștere VANTA rezultat a fost similar cu cel al suporturilor convenționale de pulbere de Al2O3.

#### Sursă de carbon
Sursa de carbon pentru CVD a VANTA-urilor este cel mai adesea un gaz carbonic, cum ar fi metanul, etilena, acetilena, benzenul, xilena sau monoxidul de carbon. Alte exemple de precursori de carbon includ ciclohexanul, fullerenul, metanolul și etanolul. Piroliza acestor gaze în atomi de carbon variază în funcție de rata de descompunere la temperaturile de creștere, de conținutul de carbon al moleculelor de gaz și de catalizatorul de creștere. Hidrocarburile liniare, cum ar fi metanul, etilena, acetilena, se descompun termic în atomi de carbon sau în dimeri/trimeri liniari de carbon și, în general, produc CNT-uri drepte și goale. Pe de altă parte, hidrocarburile ciclice, cum ar fi benzenul, xilenul, ciclohexanul, fullerenul, produc CNT-uri relativ curbate/încovoiate, cu pereții tubului adesea acoperiți în interior. Rețelele aliniate de MWNT au fost sintetizate prin descompunerea catalitică a amestecului precursor ferocen-xilenă pe substraturi de cuarț la presiune atmosferică și la o temperatură relativ scăzută (~675 °C).
Eres et al. au constatat că adăugarea de ferocen în fluxul de gaz prin evaporare termică concomitent cu acetilena a îmbunătățit ratele de creștere a nanotuburilor de carbon și a extins grosimea VANTA la 3,25 mm. Ferocenul a fost introdus în fluxul de gaz prin evaporare termică concomitent cu fluxul de acetilenă. Qu et al. au raportat un proces CVD de joasă presiune pe o placă de SiO2/Si care produce un VANTA format din CNT-uri cu capetele încâlcite și încurcate. În timpul creșterii pirolitice a VANTA-urilor, segmentele de nanotuburi formate inițial din procesul de creștere de bază au crescut în direcții aleatorii și au format un strat superior de nanotuburi încâlcite aleatoriu, la care au apărut apoi rețelele de nanotuburi drepte subiacente. Zhong et al. au studiat procesul CVD pur termic pentru pădurile de SWNT fără un gaz de etanșare și au demonstrat că acteilena este principalul precursor de creștere, iar conversia oricărei materii prime în C2H2 are o importanță esențială pentru creșterea SWNT VANTA. Un agent de etanșare reactiv, cum ar fi apa, hidrogenul atomic sau radicalii hidroxil, poate lărgi fereastra de depunere a pădurilor de SWNT, dar nu este necesar în reactoarele cu pereți reci la presiuni scăzute.
Dasgupta et al. au sintetizat un VANTA macrotubular liber cu o piroliză prin pulverizare a unei soluții de ferocen-benzen într-o atmosferă de azot, constatându-se că condiția optimă pentru formarea geometriei macrotubulare este de 950 °C, 50 mg/ml de ferocen în benzen, 1,5 ml/min de debit de pompare a precursorului lichid și 5 lpm de debit de gaz de azot.

#### Temperatura
La o temperatură prea scăzută, atomii catalizatorului nu sunt suficient de mobili pentru a se agrega în particule care să nucleeze și să dezvolte nanotuburi, iar descompunerea catalitică a precursorului de carbon poate fi prea lentă pentru formarea de nanotuburi. În cazul în care temperatura este prea ridicată, catalizatorul devine prea mobil pentru a forma particule suficient de mici pentru a nuclea și dezvolta CNT-uri. Un interval tipic de temperaturi de creștere care se pretează la creșterea CVD a VANTA este de 600-1200 °C. Structura individuală a CNT este influențată de temperatura de creștere; un CVD la temperatură scăzută (600-900 °C) produce MWCNT, în timp ce reacția la temperatură ridicată (900-1200 °C) favorizează SWCNT, deoarece acestea au o energie de formare mai mare. Pentru fiecare sistem CVD există o temperatură critică la care rata de creștere se stabilizează la o valoare maximă.
Dependența de temperatură a creșterii nanotuburilor de carbon cu ferocen prezintă o scădere abruptă la temperaturi ridicate ale substratului și o pierdere a alinierii verticale la 900 °C. Zhang et al. au efectuat creșteri VANTA pe o serie de catalizatori Fe/Mo/vermiculită și au raportat că, odată cu creșterea temperaturii de creștere, alinierea CNT-urilor intercalate între vermiculite s-a înrăutățit.

#### Creștere asistată de flux
O cheie pentru obținerea unor randamente ridicate de creștere este introducerea adecvată a agenților oxidanți în mediul gazos, astfel încât suprafețele particulelor de catalizator să rămână active pentru o perioadă cât mai lungă de timp, ceea ce se realizează probabil prin echilibrarea competiției dintre creșterea carbonului amorf și formarea de cristale grafitice sp2 pe particulele de catalizator. Oxidanții nu numai că pot elimina sau împiedica creșterea carbonului amorf, dar pot, de asemenea, să atace straturile de grafit atunci când sunt utilizați la concentrații mai mari decât cele favorabile. Hata et al. au raportat SWCNT-uri de 2,5 mm lungime aliniate vertical la scară milimetrică, utilizând procesul CVD de etilenă asistat cu apă cu multistraturi de Fe/Al sau oxid de aluminiu pe plachete de Si. S-a propus că alimentarea controlată cu abur în reactorul CVD a acționat ca un oxidant slab și a eliminat selectiv carbonul amorf fără a deteriora CNT-urile în creștere.

#### Creștere asistată de câmp
Deoarece CNT-urile sunt toate conductoare de electricitate, acestea au tendința de a se alinia cu liniile de câmp electric. Au fost dezvoltate diverse metode pentru a aplica un câmp electric suficient de puternic în timpul procesului de creștere a CNT-urilor pentru a obține o aliniere uniformă a CNT-urilor pe baza acestui principiu. Orientarea CNT-urilor aliniate depinde în principal de lungimea CNT-urilor și de câmpul electric, pe lângă randomizarea termică și forțele van der Waals. Această tehnică a fost utilizată pentru a crește VANTA prin polarizarea pozitivă a substratului în timpul creșterii CVD.
O altă abordare modificată pentru creșterea VANTA-urilor constă în controlul orientării catalizatorilor feromagnetici care au o axă magnetică cristalografică ușoară. Axa magnetică ușoară tinde să fie paralelă cu câmpul magnetic. Prin urmare, o forță magnetică aplicată poate orienta aceste nanoparticule catalitice magnetice, cum ar fi nanoparticulele de fier catalitic și nanoparticulele Fe3O4. Deoarece doar o anumită fațetă nanocristalină a nanoparticulelor catalitice este activă din punct de vedere catalitic, iar rata de difuzie a atomilor de carbon pe fațetă este cea mai mare, CNT-urile cresc preferențial de pe o anumită fațetă a nanoparticulelor catalitice, iar CNT-urile crescute sunt orientate la un anumit unghi.

#### Nanostructuri adresabile individual
Nanotuburile de carbon pot fi cultivate pe un substrat modificat pentru a permite contacte electrice separate pentru fiecare nanostructură. Această creștere a nanotuburilor se realizează prin plasarea litografică a unor urme metalice separate de un material izolator și prin conectarea acestor urme la situsuri catalitice individuale de pe suprafața substratului. Nanotuburile sunt apoi crescute în mod normal prin CVD, iar o serie de reacții la nivelul catalizatorului formează o singură joncțiune între un nanotub și un contact metalic. Nanostructurile pot fi apoi funcționalizate individual și răspunsurile lor electrice pot fi măsurate individual, fără diafonie și alte blocaje care apar din cauza eterogenității matricei. Această tehnică, care permite plasarea și configurarea precisă a nanotuburilor individuale, deschide și îmbunătățește o gamă largă de aplicații pentru VANTA: teste de diagnosticare pentru mai mulți analiți simultan, supercapacitori cu densitate energetică ridicată, tranzistori cu efect de câmp etc.

### CVD îmbunătățită cu plasmă

#### Mecanism de creștere
În procesele CVD îmbunătățite cu plasmă (PECVD), câmpurile electrice de curent continuu, câmpurile electrice de radiofrecvență sau microundele produc plasme pentru a reduce în primul rând temperatura de sinteză a CNT-urilor. În același timp, se produce și un câmp electric (curent continuu sau alternativ) pe suprafața substratului pentru a direcționa propagarea creșterii CNT. Procesul DC-PECVD pentru rețelele de CNT aliniate vertical include patru etape de bază: evacuarea, încălzirea, generarea de plasmă și răcirea. O procedură tipică se desfășoară la o presiune de 8 Torr în NH3 și la o temperatură de creștere în intervalul 450-600 ◦. De îndată ce temperatura și presiunea sunt stabilizate, se aplică o tensiune de polarizare de 450-650 V în curent continuu la spațiul dintre doi electrozi pentru a aprinde o descărcare electrică (plasmă) peste eșantion. Timpul de creștere poate varia de la câteva minute la ore, în funcție de rata de creștere și de lungimea dorită a CNT-urilor. Când se ajunge la sfârșitul timpului de creștere, tensiunea de polarizare este îndepărtată imediat pentru a opri plasma.
Zhong et al. au raportat un nou aparat CVD cu plasmă cu microunde cu arc punctual, utilizat pentru a obține SWNT pe substraturi de Si acoperite cu o structură nanostrat de tip sandwich de 0,7 nm Al2O3/0,5 nm Fe/ 5-70 nm Al2O3 prin pulverizare convențională de înaltă frecvență. S-a demonstrat pentru prima dată creșterea unor SWNT extrem de dense și aliniate vertical, cu o rată de creștere aproape constantă de 270 mm/h în 40 de minute la o temperatură de până la 600 °C, iar densitatea volumică a peliculelor de SWNT în stare naturală este de 66 kg/m3.

#### Catalizator
Formarea unui strat dens și relativ uniform de nanoparticule de catalizator este, de asemenea, esențială pentru creșterea SWCNT-urilor aliniate vertical a SWCNT-urilor aliniate vertical prin metoda PECVD. Amaratunga et al. au raportat creșterea de CNT-uri aliniate vertical utilizând o tehnică PECVD cu curent direct cu un sistem de catalizatori Ni și Co. Rezultatele lor arată că alinierea CNT-urilor aliniate vertical depinde de câmpul electric și că rata de creștere poate fi modificată în funcție de diametrul CNT-urilor, care atinge un maxim în funcție de temperatura de creștere. VANTA-urile formate din SWNT au fost crescute până la o lungime de 0,5 cm. Zhong et al. au raportat un nou aparat CVD cu plasmă cu microunde cu arc punctual, utilizat pentru SWNT pe substraturi de Si acoperite cu o structură nanostrat de tip sandwich de 0,7 nm Al2O3/0,5 nm Fe/ 5-70 nm Al2O3 prin pulverizare convențională de înaltă frecvență. S-a demonstrat pentru prima dată creșterea unor SWNT extrem de dense și aliniate vertical, cu o rată de creștere aproape constantă de 270 mm/h în 40 de minute la o temperatură de până la 600 °C, iar densitatea volumică a peliculelor de SWNT în stare naturală este de 66 kg/m3.

#### Suport
În cazul proceselor PECVD, substratul trebuie să fie stabil din punct de vedere chimic sub acțiunea plasmei bogate în specii H. Anumiți oxizi slab legați, cum ar fi oxidul de indiu, pot fi reduși rapid în această plasmă și, prin urmare, de obicei nu se aplică ca substrat sau strat suport. Substratul trebuie să fie, de asemenea, conductiv din punct de vedere electric pentru a susține un flux continuu de curent continuu prin suprafața sa, de unde cresc CNT-urile. Majoritatea metalelor și semiconductorilor sunt materiale de substrat foarte bune, iar substraturile izolatoare pot fi acoperite mai întâi cu un strat conductiv pentru a funcționa corespunzător pentru a susține creșterea PECVD VANTA.

#### Sursa de carbon
C2H2 este de obicei introdus pentru a declanșa creșterea CNT în timpul PECVD a VANTA-urilor. Raportul debitului de NH3:C2H2 este de obicei de aproximativ 4:1 pentru a minimiza formarea de carbon amorf. Behr et al. au studiat efectul hidrogenului asupra nanoparticulelor de catalizator în timpul PECVD a VANTA-urilor și au demonstrat că, la un raport H2/CH4 de aproximativ 1, nanoparticulele de catalizator de fier sunt transformate în Fe3C și nanotuburi bine grafitizate cresc din cristale alungite de Fe3C. Rapoartele H2/CH4 mai mari de 5 în gazul de alimentare determină concentrații ridicate de hidrogen în plasmă și condiții puternic reducătoare, ceea ce împiedică conversia Fe în Fe3C și determină creșterea nanofibrelor slab grafitizate cu pereți groși.

#### Temperatură
Unul dintre avantajele majore ale utilizării tehnicilor de creștere PECVD este temperatura scăzută de creștere. Ionizarea moleculelor de hidrocarburi neutre din interiorul plasmei facilitează ruperea legăturilor C-H și reduce energia de activare a creșterii CNT la aproximativ 0,3eV, spre deosebire de 1,2eV, necesară pentru procesele CVD termice.

#### Depunere electroforetică
Soluțiile de CNT pot forma VANTA-uri prin alinierea de-a lungul liniilor de câmp electric de curent continuu sau alternativ. CNT-urile sunt polarizate în suspensie de către câmpul electric din cauza nepotrivirii dielectrice dintre CNT-uri și lichid. Momentul de polarizare rotește CNT-urile spre direcția liniilor de câmp electric, aliniindu-le astfel într-o direcție comună. După ce sunt aliniate, CNT-urile sunt scoase împreună cu substraturile și uscate pentru a forma VANTA-uri funcționale.

#### Tensiune mecanică
CNT-urile orientate aleatoriu pe un substrat pot fi întinse pentru a îndrepta și a descurca filmul prin ruperea substratului și tragerea capetelor în afară. CNT-urile aliniate sunt paralele între ele și perpendiculare pe fisură. Metoda de întindere poate alinia macroscopic CNT-urile, dar nu asigură un control determinist asupra alinierii sau poziției individuale a CNT-urilor în timpul asamblării.

## Aplicații actuale

### Dispozitive cu emisie de câmp
CNT-urile au rapoarte de aspect ridicate (lungimea împărțită la diametru) și induc intensități foarte mari ale câmpului electric local în jurul vârfurilor. Emisia de câmp în solide are loc în câmpuri electrice intense și depinde în mare măsură de funcția de lucru a materialului emițător. Într-un aranjament cu plăci paralele, câmpul macroscopic Emacro între plăci este dat de Emacro = V/d, unde d este distanța dintre plăci și V este tensiunea aplicată. Dacă se creează un obiect ascuțit pe o placă, atunci câmpul local Elocal la vârful său este mai mare decât Emacro și poate fi legat de: Elocal=γ×Emacro Parametrul γ se numește factorul de amplificare a câmpului și este determinat în principiu de forma obiectului. Factorii tipici de amplificare a câmpului, care variază între 30 000 și 50 000, pot fi obținuți din CNT-uri individuale, ceea ce face ca VANTA-urile să fie unul dintre cele mai bune materiale emițătoare de electroni.

### Absorbant de corp negru
VANTA-urile oferă o suprafață unică de absorbție a luminii datorită indicelui lor de refracție extrem de scăzut și a rugozității de suprafață la scară nanometrică a CNT-urilor aliniate. Yang et al. au demonstrat că VANTA-urile cu densitate scăzută prezintă o reflexie difuză ultrabună de 1 × 10-7 cu o reflexie totală integrată corespunzătoare de 0,045%. Deși straturile negre VANTA trebuie să fie transferate sau cultivate direct pe substraturi, spre deosebire de straturile negre formate din rețele aleatorii de CNT-uri care pot fi transformate în vopsele CNT, acestea sunt considerate cel mai negru material artificial de pe pământ.
Astfel, absorbantele de corp negru VANTA sunt utile ca absorbante de lumină difuză pentru a îmbunătăți rezoluția spectroscoapelor sensibile, a telescoapelor, a microscoapelor și a dispozitivelor de detecție optică. Mai multe produse comerciale de acoperire neagră optică, cum ar fi Vantablack și negrii optici cu nanotuburi adVANTA, au fost fabricate din acoperiri VANTA. Absorbanții VANTA pot, de asemenea, să mărească absorbția căldurii în materialele utilizate în tehnologia energiei solare concentrate, precum și în aplicații militare, cum ar fi camuflajul termic. Reprezentările vizuale ale absorbanților VANTA au generat interes și din partea artiștilor care caută să beneficieze de stingerea umbrelor de pe suprafețele aspre. Recent, Vantablack a fost folosit de artistul Asif Khan pentru a crea Pavilionul Hyundai din Pyeongchang pentru Jocurile Olimpice de iarnă din 2018.

### Corzi din fibră de carbon
VANTA-urile pot fi prelucrate prin soluții volatile sau răsucite pentru a se condensa în fire sau frânghii de CNT filate. Jiang et al. au demonstrat o metodă de filare și răsucire care formează un fir de CNT dintr-un VANTA care dă naștere atât la o secțiune transversală rotundă, cât și la o rezistență la tracțiune de aproximativ 1 GPa. Rezistența la tracțiune a firelor de CNT filate din rețele de CNT ultra-lungi, cu o înălțime de 1 mm, poate varia între 1,35 și 3,3 GPa.

### Foi unidirecționale
Lui et al. descriu modalități de a controla proprietățile fizice ale foilor filate din rețele de CNT, inclusiv grosimea peliculei de catalizator, pentru a controla distribuția diametrului tuburilor și timpul de creștere pentru a controla lungimea tuburilor. Aceste proprietăți pot fi utilizate pentru a controla proprietățile electrice și optice ale foii filate din matrice. Foile pot fi utile în aplicații științifice, cum ar fi polarizarea luminii prin foaie (gradul de polarizare poate fi controlat și de temperatura foii).

### Folii adezive
Studiile de biomimetism orientate spre reproducerea aderenței picioarelor de gecko pe suprafețe netede au raportat succese utilizând VANTA ca film adeziv uscat. Qu et al. au reușit să demonstreze că filmele VANTA au prezentat forțe adezive macroscopice de ~100 newtoni pe centimetru pătrat, ceea ce reprezintă aproape de 10 ori mai mult decât cele ale unui picior de gecko. Acest lucru a fost obținut prin reglarea condițiilor de creștere a VANTA pentru a forma bucle la capătul CNT-urilor, care asigură interacțiuni interfaciale mai puternice chiar și cu o suprafață netedă. Qu et al. au demonstrat, de asemenea, că proprietățile adezive au fost mai puțin sensibile la temperatură decât superglue și scotch tape.

### Senzor de gaz
VANTA-urile permit dezvoltarea de noi senzori și/sau cipuri de senzori fără a fi nevoie de manipularea directă a nanotuburilor individuale. Structura aliniată a nanotuburilor oferă, de asemenea, o suprafață mare și bine definită și capacitatea de a modifica suprafața nanotuburilor de carbon cu diverse materiale de transducție pentru a spori în mod eficient sensibilitatea și pentru a extinde domeniul de aplicare al analiților care pot fi detectați. Wei et al. au raportat un senzor de gaz fabricat prin acoperirea parțială a unui VANTA cu un strat de polimer de sus în jos de-a lungul lungimii tubului lor, prin depunerea unei picături de soluție de polimer (de exemplu, poli(acetat de vinil), PVAc, poliizopren, PI) pe filmul de nanotuburi, inversarea filmului compozit ca un film independent și apoi acoperirea prin pulverizare a doi electrozi de aur în formă de bandă peste rețelele de nanotuburi care ieșeau din matricea polimerică. S-a demonstrat că dispozitivul VANTA flexibil detectează cu succes vaporii chimici prin monitorizarea modificărilor de conductivitate cauzate de interacțiunea de transfer de sarcină cu moleculele de gaz și/sau modificările distanței dintre tuburi induse de umflarea polimerului prin absorbția de gaz. Până în prezent, CNT-urile au demonstrat sensibilitate față de gaze precum NH3, NO2, H2, C2H4, CO, SO2, H2S și O2.

### Senzor biologic
VANTA acționează ca păduri de fire moleculare pentru a permite comunicarea electrică între electrodul de bază și o entitate biologică. Principalele avantaje ale VANTA-urilor sunt dimensiunea nanometrică a elementului de detectare CNT și cantitatea mică de material necesară pentru un răspuns detectabil. Rețelele de CNT bine aliniate au fost utilizate pentru a funcționa ca senzori de acid ribonucleic (ARN), senzori de enzime, senzori de ADN și chiar senzori de proteine. VANTA-uri similare de MWNT, crescute pe substraturi de platină, sunt utile pentru electrozi amperometrici în care capetele deschise oxigenate sau funcționalizate ale nanotuburilor sunt utilizate pentru imobilizarea speciilor biologice, în timp ce substratul de platină asigură transducția semnalului. Pentru a crește selectivitatea și sensibilitatea biosenzorilor amperometrici, în fabricarea biosenzorilor se folosesc adesea mediatori artificiali și acoperiri permselective. Mediatorii artificiali sunt utilizați pentru a face naveta electronilor între enzimă și electrod pentru a permite funcționarea la potențiale scăzute. Gooding et al. au demonstrat că SWNT scurtate pot fi aliniate normal la un electrod prin autoasamblare și acționează ca fire moleculare pentru a permite comunicarea electrică între electrodul de bază și proteinele redox atașate covalent la capetele SWNT. Rata ridicată a transferului de electroni prin nanotuburi către proteinele redox este demonstrată în mod clar prin similitudinea constantei de viteză pentru transferul de electroni către MP-11, indiferent dacă SWNT-urile sunt prezente sau nu.

### Materiale de interfață termică
Interfețele VANTA sunt mai conducătoare termic decât materialele convenționale de interfață termică la aceleași temperaturi, deoarece fononii se propagă cu ușurință de-a lungul CNT-urilor cu conductivitate termică ridicată și, astfel, căldura este transportată într-o direcție de-a lungul alinierii CNT-urilor. Distribuția și alinierea umpluturilor CNT termoconductoare sunt factori importanți care afectează transportul fononilor. Huang et al. au demonstrat că un compozit termoconductor prezintă o creștere de 0,65 W/m/K cu o încărcătură de 0,3 % în greutate de VANTA, în timp ce conductivitatea termică îmbunătățită a unui compozit cu o încărcătură de 0,3 % în greutate de CNT dispersate aleatoriu este sub 0,05 W/m/K. Tong et al. au raportat că rețelele de CNT pot fi utilizate în mod eficient ca materiale de interfață termică (TIM) datorită conductivității lor ridicate, pe care o raportează ca fiind de ~10^5 W/m^2/K. Materialele de interfață termică sunt materiale care pot îmbunătăți conducția termică la suprafețe prin faptul că au conductivități termice ridicate; este util să existe materiale care pot fi proiectate pentru a se potrivi oricărei geometrii. În plus, geometria sistemelor VANTA permite un transfer termic anizotropic. Ivanov et al. au constatat că transferul de căldură anizotropic poate fi realizat cu VANTA: au obținut difuzivități termice de până la 2,10,2 cm^2/s, rapoarte de anizotropie de până la 72 și au constatat conductivități termice mai mari decât cele ale materialelor utilizate în prezent în microelectronică. Proprietățile de transfer termic depind în mare măsură de structura matricei, astfel încât metodele utilizate pentru fabricarea produsului trebuie să fie uniforme și reproductibile pentru o utilizare pe scară largă. De asemenea, defectele din structură pot perturba drastic proprietățile de transfer termic ale materialului.

### Celule solare
Rețelele periodice de nanotuburi de carbon (CNT) aliniate vertical sunt utilizate pentru a crea celule fotovoltaice cu captare a luminii îmbunătățite topografic. CNT-urile formează contactul din spate al dispozitivului și servesc drept schelă pentru a susține heterojoncțiunea fotoactivă. Epitaxia cu fascicul molecular este utilizată pentru a depune CdTe și CdS ca materiale de tip p/n, iar depunerea asistată de ioni este utilizată pentru a depune un strat conform de oxid de indiu-staniu ca și contact superior transparent. Fotocurentul produs "pe cm2 de amprentă" pentru dispozitivul bazat pe CNT este de 63 de ori mai mare decât cel al unui dispozitiv planar din siliciu monocristal disponibil în comerț.

### Tranzistoare
VANTA-urile din SWNT cu geometrii perfect liniare sunt aplicabile ca tranzistoare de înaltă performanță cu canal p și n și porți logice unipolare și complementare. Proprietățile excelente ale dispozitivelor derivă direct din absența completă, în limitele incertitudinilor experimentale, a oricăror defecte în rețele, definite de tuburi sau segmente de tuburi care sunt nealiniate sau au forme neliniare. Numărul mare de SWNT permite obținerea unor caracteristici de performanță excelente la nivel de dispozitiv și o bună uniformitate între dispozitive, chiar și cu SWNT care sunt eterogene din punct de vedere electronic. Măsurătorile efectuate asupra tranzistoarelor cu canal p și n care implică un număr de aproximativ 2.100 de SWNT dezvăluie mobilități la nivel de dispozitiv și o transconductanță scalară care se apropie de aproximativ 1.000 cm2 V-1 s-1 și, respectiv, 3.000 S m-1 și cu ieșiri de curent de până la aproximativ 1 A în dispozitivele care utilizează electrozi interdigitați.

### Material cu dielectricitate scăzută
Materialele cu κ scăzut cu constante dielectrice relative scăzute sunt utilizate ca straturi izolatoare în circuitele integrate pentru a reduce capacitatea de cuplare. Constanta dielectrică relativă a straturilor izolatoare din punct de vedere electric poate fi redusă și mai mult prin introducerea de cavități în materialele cu κ scăzut. Dacă se utilizează pori alungite și orientate, este posibilă reducerea semnificativă a valorii efective κ fără a crește proporția volumului cavității într-un dielectric. CNT-urile din VANTA-uri au un raport de aspect ridicat și pot fi utilizate pentru a introduce pori alungite și orientate într-un dielectric low-κ pentru a reduce și mai mult valoarea κ efectivă a dielectricului.

### Suport pentru catalizatori
Paladiul susținut pe nanotuburi de carbon cu pereți multipli aliniați vertical (Pd/VA-CNT) este utilizat ca catalizator pentru reacțiile de cuplare C-C ale p-iodonitrobenzenului cu stiren și acrilat de etil sub iradiere cu microunde. Catalizatorul Pd/VA-CNT prezintă o activitate mai mare în comparație cu Pd pe suport de cărbune activ, în aceleași condiții de reacție. Datorită iradierii cu microunde, cinetica reacției este puternic accelerată în comparație cu cea obținută cu un mod tradițional de încălzire. Forma macroscopică a suportului de CNT-uri aliniate permite o recuperare ușoară a catalizatorului, evitând procesele costisitoare de separare post-reacție. În plus, interacțiunea dintre faza activă și suport conduce la o leșiere neglijabilă a paladiului în timpul testelor de reciclare. Rezultatele observate indică faptul că Pd/CNTs este un sistem catalitic eterogen reciclabil și stabil.

### Pila de combustie
Pilele de combustie sunt alcătuite din trei segmente intercalate: un anod, un electrolit și un catod, într-o celulă de reacție în care energia electrică este produsă în interiorul pilelor de combustie prin reacțiile dintre un combustibil extern și un oxidant în prezența unui electrolit. Anodul găzduiește un catalizator care oxidează combustibilul, transformând combustibilul în ioni încărcați pozitiv și electroni încărcați negativ. Acest combustibil este, de obicei, hidrogen, hidrocarburi și alcooli. Electrolitul blochează transportul de electroni, conducând în același timp ionii. Ionii care călătoresc prin electrolit sunt reuniți din nou pe catod cu electronii care trec printr-o sarcină în timpul unei reacții cu un oxidant pentru a produce apă sau dioxid de carbon. Suporturile anodice ideale pentru depunerea de nanoparticule catalitice sunt materiale conductoare poroase pentru a maximiza activitatea electrocatalitică. Prin urmare, VANTA-urile sunt materiale ideale datorită conductivității lor ridicate intrinseci, suprafeței mari și stabilității în majoritatea electroliților pentru pilele de combustie. Un catalizator tipic depus pe anozii VANTA este platina, care poate fi depusă prin electrodepunere pe CNT-urile individuale ale VANTA. Activitatea electrocatalitică la anod este optimă atunci când particulele de Pt sunt dispersate uniform în VANTA.
Gong et al. au raportat că VANTA-urile dopate cu azot pot acționa ca un electrod fără metal cu o activitate electrocatalitică mult mai bună decât platina pentru reducerea oxigenului în pilele de combustie alcaline, cu o stabilitate de funcționare pe termen lung și o toleranță la efectul de încrucișare mai bună decât platina. În hidroxidul de potasiu saturat cu aer 0,1 molar, s-a observat un potențial de ieșire în regim staționar de -80 de milivolți și o densitate de curent de 4,1 miliamperi pe centimetru pătrat la -0,22 volți, în comparație cu -85 de milivolți și 1,1 miliamperi pe centimetru pătrat la -0,20 volți pentru un electrod de platină-carbon. Încorporarea atomilor de azot care acceptă electroni în planul de carbon al nanotuburilor conjugate pare să confere o densitate de sarcină pozitivă relativ mare atomilor de carbon adiacenți. Acest efect, împreună cu alinierea CNT-urilor dopate cu azot, oferă o cale cu patru electroni pentru reacțiile de reducere a oxigenului pe VANTA-uri cu o performanță superbă.

### Supercapacitori
La fel ca și condensatorii obișnuiți, supercondensatorii VANTA și actuatorii electromecanici cuprind de obicei doi electrozi separați de un material izolator electronic, care este conducător ionic în dispozitivele electrochimice. Capacitatea pentru un condensator planar obișnuit depinde invers de separarea dintre electrozi. În schimb, capacitatea unui dispozitiv electrochimic depinde de distanța dintre sarcina de pe electrod și contracarga din electrolit. Deoarece această separație este de aproximativ un nanometru pentru CNT-urile din electrozii VANTA, în comparație cu separările micrometrice sau mai mari din condensatorii dielectrici obișnuiți, rezultă capacități foarte mari din suprafața mare a CNT-urilor accesibilă electrolitului. Aceste capacități (de obicei, 15 - 200 F/g, în funcție de suprafața matricei de nanotuburi) au ca rezultat cantități mari de injecție de sarcină atunci când se aplică doar câțiva volți.
Futaba et al. au raportat o tehnică de formare a supercondensatoarelor dintr-un VANTA aplatizat prin așezarea CNT-urilor erecte prin umezirea lor cu un lichid. Capacitatea EDLC-ului solid SWNT a fost estimată la 20 F g-1 din curbele de descărcare a celulelor încărcate la 2,5 V pentru o celulă cu două electrozi și corespunde la 80 F g-1 pentru o celulă cu trei electrozi. Densitatea de energie (W = CV2/2) a fost estimată la 69,4 W h kg-1 (de la 80 F g-1) atunci când a fost normalizată la greutatea unui singur electrod.
În Pitkänen et al. este demonstrată stocarea de energie pe cip folosind arhitecturi de nanotuburi de carbon verticale foarte aliniate care acționează ca supercondensatori, capabile să asigure capacități mari ale dispozitivului. Eficiența acestor structuri este mărită și mai mult prin încorporarea de nanoparticule active din punct de vedere electrochimic, cum ar fi MnOx, pentru a forma arhitecturi pseudocapacitive, sporind astfel capacitatea specifică areală la 37 mF/cm2.

### Baterii
Spre deosebire de ultracapacitori, unde solventul electrolitului nu este implicat în mecanismul de stocare a sarcinii, solventul electrolitului contribuie la interfața solid-electrolit în baterii. Bateriile Li-ion constau, de obicei, dintr-un anod de carbon activ, un catod de oxid de litiu-cobalt și un electrolit organic. Pentru a obține electrozi cu performanțe mai bune decât rețelele de CNT-uri aleatorii și compozitele de CNT-uri, se utilizează VANTA-uri pentru a asigura un transport mai bun al electronilor și o suprafață mai mare.
Materialele nanostructurate capătă o atenție sporită datorită potențialului lor de a atenua limitările actuale ale electrozilor. Cu toate acestea, este posibilă utilizarea nanotuburilor de carbon cu pereți multipli aliniați pe verticală (VA-MWNT) ca material electrod activ în bateriile litiu-ion. La curenți specifici mici, aceste VA-MWNT au demonstrat capacități specifice reversibile ridicate (până la 782 mAh g-1 la 57 mA g-1). Această valoare este de două ori mai mare decât cea maximă teoretică pentru grafit și de zece ori mai mare decât echivalentul lor nealiniat. Este interesant faptul că, la viteze de descărcare foarte mari, electrozii VA-MWNT păstrează o capacitate specifică moderată datorită naturii lor aliniate (166 mAh g-1 la 26 A g-1). Aceste rezultate sugerează că VA-MWNT-urile sunt buni candidați pentru electrozii bateriilor litiu-ion care necesită o capacitate și o capacitate ridicată.

## Potențial viitor

### Ascensor spațial
Datorită rezistenței ridicate la tracțiune și a raportului mare de aspect al nanotuburilor de carbon, VANTA-urile sunt un potențial material de legare pentru conceptul de lift spațial.

### Înlocuirea siliciului în tranzistorii de generație următoare
Nanotuburile de carbon au o mobilitate a purtătorilor mult mai mare decât cea a siliciului și, prin urmare, pot fi mult mai rapide și mai eficiente din punct de vedere energetic atunci când sunt utilizate în electronică ca înlocuitor al siliciului.

### Provocări care obstrucționează comercializarea
Există trei probleme principale care împiedică comercializarea la scară mai largă a tehnologiei bazate pe nanotuburi de carbon: Separarea nanotuburilor metalice de cele semiconductoare, rezistența ridicată a joncțiunii din cauza suprafeței de contact foarte mici și plasarea nanotuburilor exact (rezoluție nanometrică) acolo unde trebuie să fie amplasate în circuit. S-au depus numeroase eforturi pentru reducerea rezistenței de contact în dispozitivele cu nanotuburi de carbon. Cercetătorii de la UC Berkeley au descoperit că adăugarea unui strat interfacial de grafit în timpul sintezei a redus rezistența de joncțiune. Cercetătorii de la IBM Watson au atașat, de asemenea, scheleme chimice la punctul de contact de bază al nanotubului, cu un efect similar.

## Resurse descărcabile gratuit
- en NT06 – the major CNT event – click the speakers
- en NT05 – click the "HERE"s
- en Selection of free-download articles on carbon nanotubes